# Balla Balla River
Balla Balla River är ett vattendrag i Australien. Det ligger i delstaten Western Australia, omkring 1 200 kilometer norr om delstatshuvudstaden Perth.
Omgivningarna runt Balla Balla River är i huvudsak ett öppet busklandskap. Trakten runt Balla Balla River är nära nog obefolkad, med mindre än två invånare per kvadratkilometer. Genomsnittlig årsnederbörd är 473 millimeter. Den regnigaste månaden är januari, med i genomsnitt 198 mm nederbörd, och den torraste är augusti, med 1 mm nederbörd.